# Les Fellagas
Pour plus de détails, voir Fiche technique et Distribution.
Les Fellagas (arabe : الفلاقة) est le troisième long métrage du réalisateur tunisien Omar Khlifi. Tourné en coproduction avec la Bulgarie, pays d'où sont originaires le directeur de la photographie, l'ingénieur du son et les monteuses, c'est également le premier film en couleurs du réalisateur.
En outre, s'il se réfère à des faits réels comme dans ses précédents films, il les puise ici dans une œuvre littéraire, le roman Amour et révolution d'Abderrahman Ammar, plus connu sous le pseudonyme d'Ibn El Wha. Il y relate la vie d'un chef de la résistance, Mosbah Jarbou, moyennant quelques modifications romanesques.

## Synopsis
L'action s'étale sur dix années, de 1951 à 1961, pendant le processus de résistance contre les Français et de conquête de l'indépendance. Mosbah Jarbou, amoureux de sa cousine Rebh, se voit supplanté par son cousin Ali, goumier de l'armée française, soutenu par ses chefs. Il est emprisonné pour s'être insurgé contre cette injustice. 
La résistance anti-française s'organise et Jarbou devient chef d'un groupe de fellagas qui donne bien du souci à l'ennemi. Ali est fait prisonnier mais Jarbou le relâche et poursuit son action.
Plus tard, à Remada, les deux cousins se retrouvent et tirent sur un même objectif, derrière une barricade. Ils s'élancent et finissent par tomber ensemble.  

## Fiche technique
- Titre : Les Fellagas
- Titre original : El Fellaga
- Réalisation : Omar Khlifi
- Scénario : Omar Khlifi
- Dialogues : Abderrahman Ammar
- Photographie : Stoyan Zlatchkin
- Son : Slaftcho Dilianov
- Montage : Donka Dimtcheva et Rodesia Milin
- Production : Films Omar Khlifi et Studio Boyana ( Bulgarie)
- Pays d'origine :  Tunisie
- Langue : arabe
- Format : couleurs - 35 mm
- Genre : film historique
- Durée : 104 minutes
- Date de sortie : 26 novembre 1970 ( Tunisie)

## Distribution
- Habib Chaâri
- Lakhdar Souid
- Mongia Taboubi
- Omar Khlifi
- Mokhtar Hachicha
- Lewis Ditzel
- Tahar Haouas

## Distinction
- Nommé au Festival international du film de Moscou (1971)